# Gyepűfüzes
Gyepűfüzes (németül: Kohfidisch, horvátul: Gornji Fideš, gradistyeiül Zgornji Fideš) mezőváros Ausztria Burgenland tartományában, a Felsőőri járásban.

## Fekvése
Felsőőrtől 22 km-re délkeletre,  Szombathelytől 20 km-re délnyugatra fekszik.
A kataszteri közösségek Hovárdos, Egyházasfüzes és Kohfidisch.

## Nevének eredete
Nevét fűzfákkal benőtt területéről kapta, mely az egykori gyepűvonal része volt.

## Története
Ősidők óta lakott hely, külterületén vaskori és római halomsírok találhatók. Hovárdos határában, a Hohensteinmaißbergen már a település alapítása előtt termeltek ki mészkövet és több mészégető is működött itt. Terméküket később az egész vármegye területére szállították, az építkezésekhez.
Füzes települést 1221-ben említik először "Fuzes" alakban. 1297-ben "Fyuzes", 1496-ban "Gyepwsfyzes" néven szerepel a korabeli forrásokban. Vörösvár uradalmához tartozott. A Vörösvári család birtoka volt, majd  1424-ben a sváb száramzású  Ellerbachoké lett. Erdődi Bakócz Tamás esztergomi érsek és kancellár, 1499-ben, Ellerbach János halála után kapta meg. 1517-ben unokaöccse, Erdődy Péter birtoka lett és később is a családé maradt. 1529-ben és 1532-ben a települést elpusztította a török, ezután németekkel telepítették be.
Vályi András szerint " Kő Fűzes. Német falu Vas Vármegyében, földes Ura Gróf Erdődy Uraság, lakosai katolikusok, fekszik Német Újvártól nem meszsze, ’s az Uraságnak igen szép kastéllyával, és vadas kertyével díszesíttetik. Határbéli földgye jó, és síkon fekszik, réttye hasznos szénát terem, mellyen ökröket szoktak hízlalni, fája tűzre, és épűletre, fuharozni is szoktak a’ lakosok, és derék tsikóknak nevelésekből szép pénzt szereznek, első Osztálybéli."

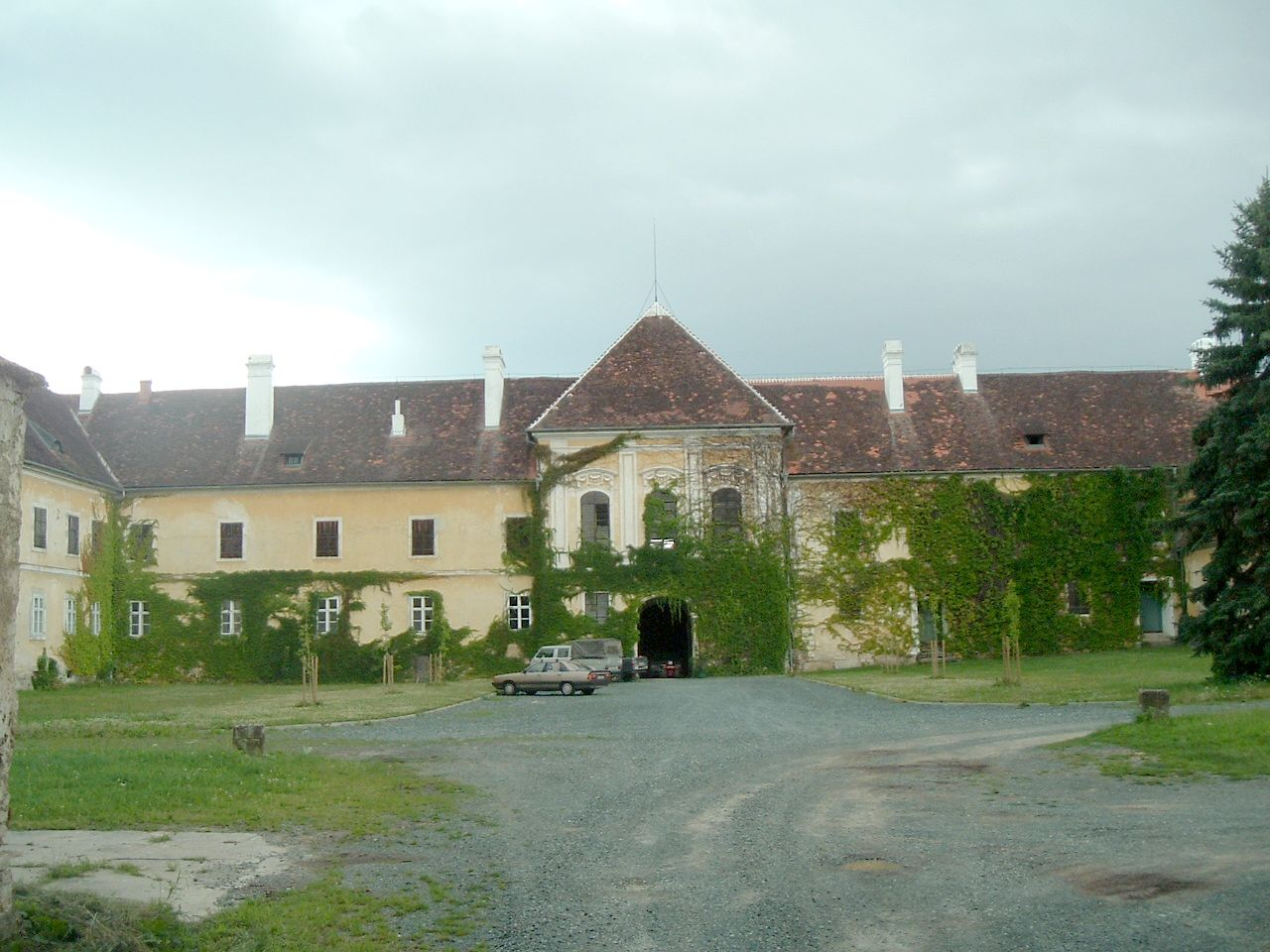
Az Erdődy-kastély

Fényes Elek szerint "Gyepü-Füzes, (Kho-Fidisch), német m. v. Vas vármegyében, Szombathelyhez nyugotra 3 órányira, 574 kath., 3 evang. lak. Diszesiti e várost gr. Erdődy Györgynek egy fölemelkedett helyen lévő igen szép kastélya, mellynek erkelyéről a legszebb angolkertet, u. m. az előtte fekvő hegyekkel, völgyekkel, erdőkkel s rétekkel változó falukkal megrakott gyönyörü vidéket s távolabb a stájerországi Wexel hegyét, s az ausztriai havasokat láthatni. Azonban a kastély mellett is van egy csinos izlésü angol kert, mellyben több nézésre méltó tárgyak találtatnak, nevezetesen a nagy üvegház gyönyörü narancsfákkal, a plántán és rozsa-fasor, a virág-gula, halastó, több facsoportok s meglepő szakaszok, egy 1500 darab nemesitett gyümölcsös, s t. b. Van itt továbbá nagy urasági tehenészet híres sajtcsinálással, és igen jó mészégetés. A város feje gr. Erdődy György egyik szép uradalmának, mellyhez még 4 falu tartozik, u. m. Egyházas-Füzes, Pinka-Miske, Sárosszék, Kis-Cziklin. A föld minemüsége az egész uradalomban: nehéz anyag, melly gyakori trágyát, és 4-szeri szántást kiván, de nagy munka után sikeres buzát, és hajdinát terem, csak hogy az utolsónak a gyakori és erős derek hamar ártanak. Kukoricza és bor nem termesztetik. A legelő szük, s a rétek hiányát a jobbágyok lóherével potolják; hanem az uraság maga szép réteket bir a Pinka mentiben. Erdeje 2063 holdat foglal el. A gazdaság kitünő szorgalommal üzetik, ugarat csak tiszta buzára tartanak. " 
Vas vármegye monográfiája szerint " Gyepü-Füzes, 97 házzal és 850 németajkú r. kath. és ág. ev. lakossal. Postája helyben van, távírója Német-Szt.-Mihály. A honfoglaláskor már lakott hely volt. Határában vaskori sírhalom van és gazdag lelhelye a vaskorszaknak. Itt van gróf Erdődy György nagyszabású régi kastélya. A kiváló ízléssel és kényelemmel berendezett kastély mögött nagy kiterjedésű park, híres gyümölcsös és vadaskert terül el. Hajdan Gyepü-Füzes feje volt a hasonnevű uradalomnak, melyhez négy falu tartozott. " 

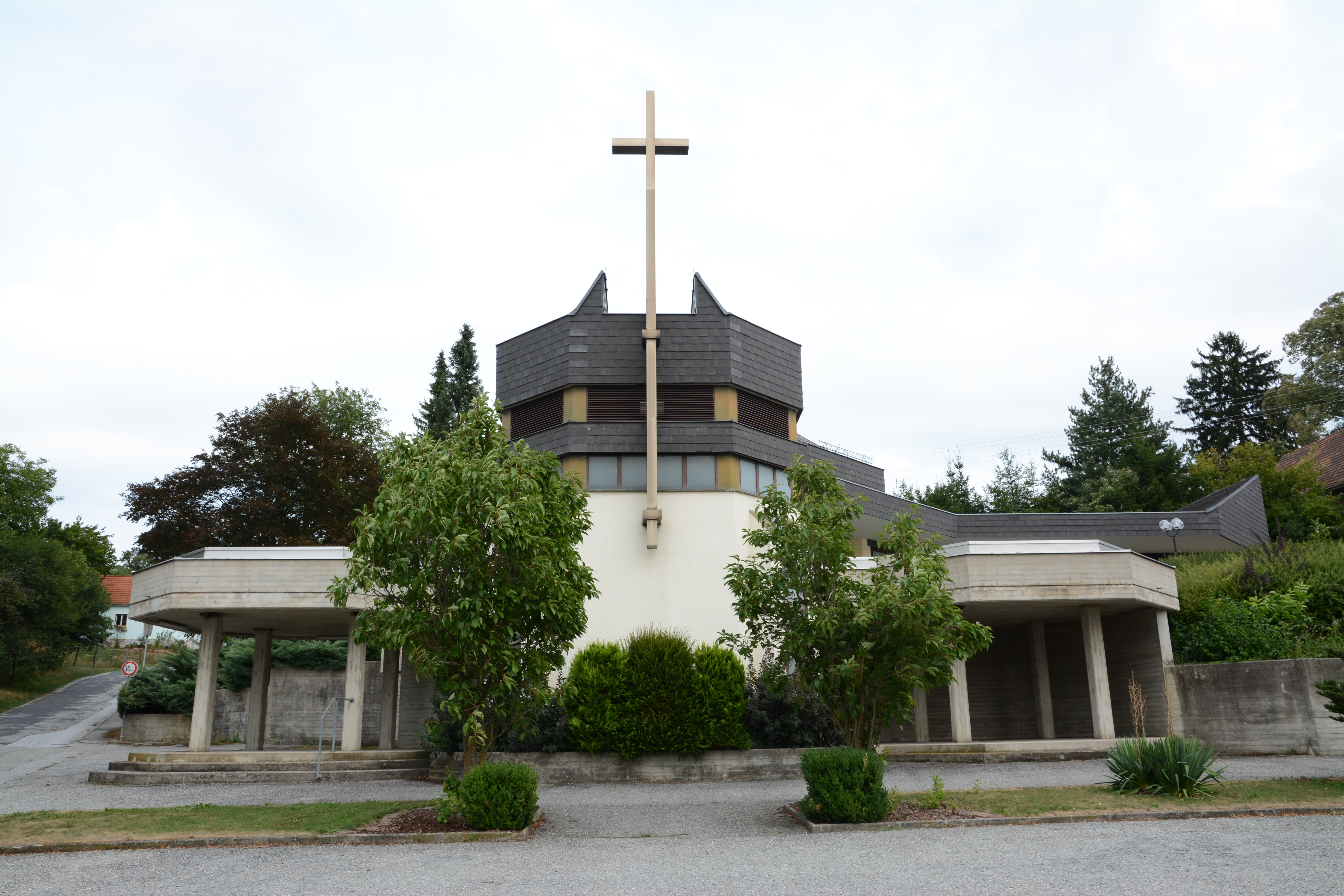
Gyepűfüzes - templom

1910-ben 1697 lakosa volt, ebből 1475 német, 159 magyar, 60 horvát. A trianoni békeszerződésig Vas vármegye Felsőőri járásához tartozott. 1921-ben Ausztria Burgenland tartományának része lett. 1993-ban mezővárosi rangot kapott. Gyepűfüzesnek 1978-ig nem volt temploma, a hívek 1938-ig a kastély kápolnájába jártak szentmisére, ezt azonban 1945-ben a szovjetek tönkretették. A plébániatemplom az egyházasfüzesi településrészen áll.
2001-ben 1472 lakosából 1437 osztrák, 14 horvát, 11 magyar, 10 egyéb nemzetiségű volt.

## Nevezetességei
- A városban álló Nepomuki Szent János-kápolna 1840 körül épült, a benne álló szobor 18. századi, 2004-ben renoválták.
- Erdődy-kastély a 16. században épült, a 17. században új szárnnyal bővítették, majd a 18. század elején a két részt a mai főépülettel kötötték össze. 1820-ban köré nagy angolparkot építettek. 1945-ben belső berendezése teljesen elpusztult.
- A kastélytól 4,5 km-re délre fekvő erdei barlangban 10 millió éves állati csontokat találtak, melyek mintegy száz különböző állatfajhoz tartoznak.
- Az erdőben a Prater nevű helyen 1840 és 1850 között épített sírkápolna található. Előterében nyugszik gróf Erdődy György és felesége Baltazzi Sarolta, valamint Franciska nevű lányuk. A kastélytól szép fasor vezet a kápolnához.
- Gyepűfüzes római katolikus templomát 1978-ban szentelték fel.
- Egyházasfüzes Szent Péter és Pál apostoloknak szentelt római katolikus templomát 1740-ben építették.
- Hovárdos Szentháromság-templomát 1822-ben építették.
- A Nagycsatár-hegyen levő kápolna a 18. század első felében épült.
- A Kiscsatár-hegyen 1929-ben épített kápolna áll.

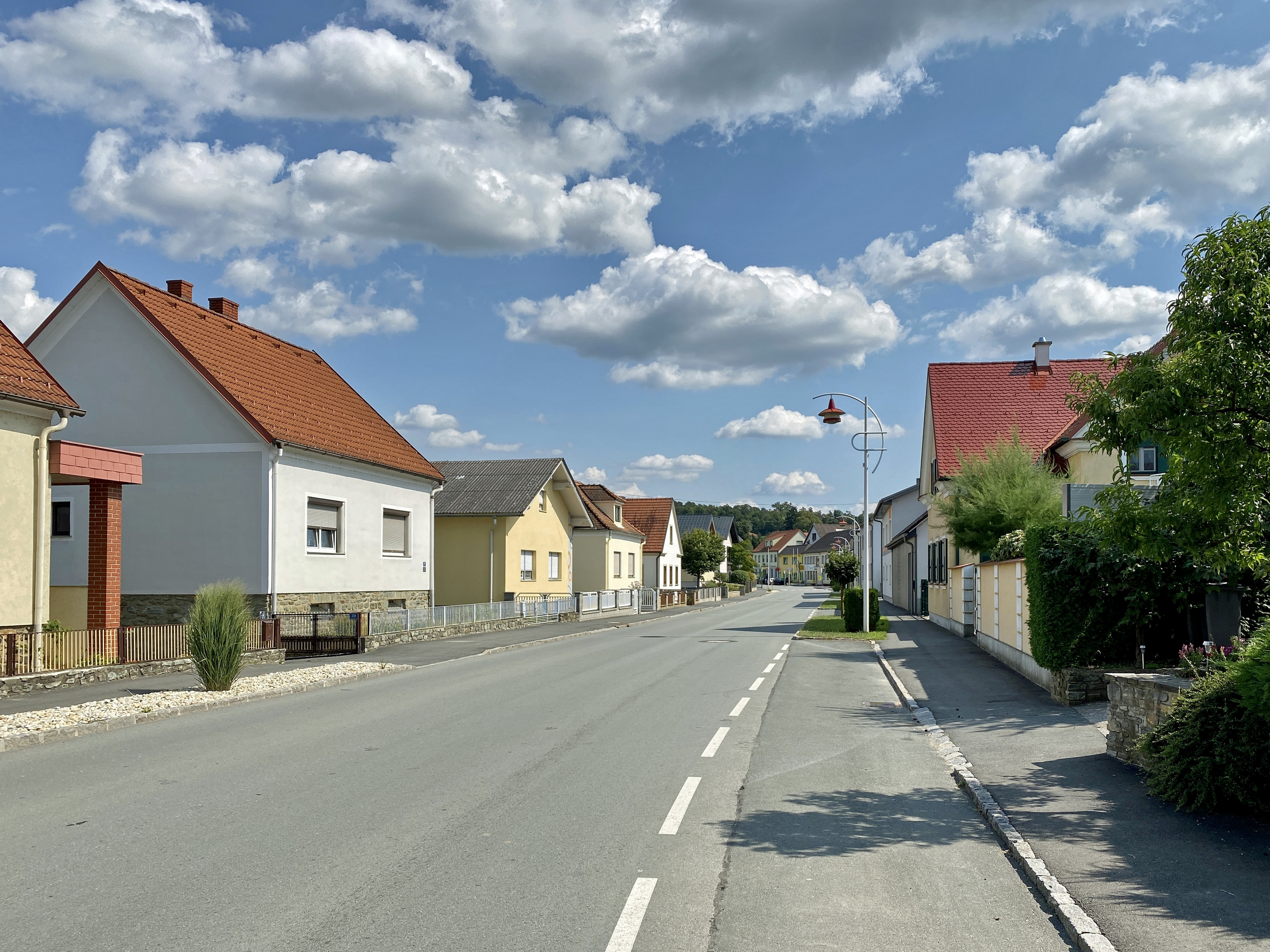
Gyepűfüzes - utcarészlet

## Híres emberek
- Itt született 1907. február 1-jén Hajnal Anna József Attila-díjas költőnő
- Itt született 1912. október 4-én Hajnal Gábor József Attila-díjas költő, műfordító, szerkesztő
- Itt született 1845-ben Walz Lajos botanikus

## Külső hivatkozások
- Hivatalos oldal
- Gyepűfüzes a dél-burgenlandi települések honlapján
- Geomix.at